# Rose Mary Almanza
Rose Mary Almanza Blanco (née le 13 juillet 1992 à Camagüey) est une athlète cubaine, spécialiste du 800 mètres.

## Biographie
Le 25 août 2017, elle décroche la médaille d'or de l'Universiade à Taipei en 2 min 02 s 21, après réclamation à la suite de sa disqualification.
En 2018, Rose Mary Almanza réalise un triplé historique lors des Jeux d'Amérique centrale et des Caraïbes de Barranquilla : elle s'impose sur le 800 m, 1 500 m et le relais 4 x 400 m.

## Palmarès
| Date | Compétition                                      | Lieu             | Résultat | Épreuve       | Temps         |
| ---- | ------------------------------------------------ | ---------------- | -------- | ------------- | ------------- |
| 2009 | Championnats du monde cadets                     | Bressanone       | 4e       | 800 m         | 2 min 04 s 31 |
| 2009 | Championnats panaméricains juniors               | Port-d'Espagne   | 1re      | 800 m         | 2 min 03 s 83 |
| 2010 | Championnats ibéro-américains                    | San Fernando     | 2e       | 800 m         | 2 min 03 s 03 |
| 2010 | Championnats du monde juniors                    | Moncton          | 4e       | 800 m         | 2 min 02 s 67 |
| 2011 | Championnats d'Amérique centrale et des Caraïbes | Mayagüez         | 2e       | 800m          | 2 min 02 s 23 |
| 2011 | Jeux panaméricains                               | Guadalajara      | 4e       | 800 m         | 2 min 04 s 82 |
| 2012 | Championnats ibéro-américains                    | Barquisimeto     | 2e       | 800 m         | 2 min 03 s 29 |
| 2013 | Championnats d'Amérique centrale et des Caraïbes | Morelia          | 3e       | 800 m         | 2 min 03 s 10 |
| 2014 | Jeux d'Amérique centrale et des Caraïbes         | Xalapa           | 1re      | 800 m         | 2 min 00 s 79 |
| 2015 | Relais mondiaux de l'IAAF                        | Nassau           | 4e       | 4 × 800 m     | 8 min 15 s 84 |
| 2015 | Jeux panaméricains                               | Toronto          | 4e       | 800 m         | 2 min 01 s 82 |
| 2015 | Ligue de diamant                                 | Ligue de diamant | 4e       | 800 m         | détails       |
| 2017 | Universiade                                      | Taipei           | 1re      | 800 m         | 2 min 02 s 21 |
| 2018 | Jeux d'Amérique centrale et des Caraïbes         | Barranquilla     | 1re      | 800 m         | 2 min 01 s 63 |
| 2018 | Jeux d'Amérique centrale et des Caraïbes         | Barranquilla     | 1re      | 1 500 m       | 4 min 22 s 14 |
| 2018 | Jeux d'Amérique centrale et des Caraïbes         | Barranquilla     | 1re      | 4 x 400 m     | 3 min 29 s 48 |
| 2018 | Championnats NACAC                               | Toronto          | 3e       | 800 m         | 2 min 00 s 15 |
| 2019 | Jeux panaméricains                               | Lima             | 2e       | 800 m         | 2 min 01 s 64 |
| 2023 | Jeux d'Amérique centrale et des Caraïbes         | San Salvador     | 1re      | 800 m         | 2 min 01 s 75 |
| 2023 | Jeux d'Amérique centrale et des Caraïbes         | San Salvador     | 1re      | 4 x 400 m     | 3 min 26 s 08 |
| 2023 | Jeux d'Amérique centrale et des Caraïbes         | San Salvador     | 2e       | 4 x 400 mixte | 3 min 16 s 97 |
| 2023 | Jeux panaméricains                               | Santiago         | 3e       | 800 m         | 2 min 3 s 68  |
| 2023 | Jeux panaméricains                               | Santiago         | 1re      | 4 x 400 m     | 3 min 33 s 15 |

## Records
| Épreuve | Temps         | Lieu      | Date           |
| ------- | ------------- | --------- | -------------- |
| 800 m   | 1 min 56 s 28 | Stockholm | 4 juillet 2021 |